# Confédération générale des syndicats de travailleurs de Madagascar
La Confédération générale des syndicats de travailleurs de Madagascar, en malgache : Firaisan'ny Sendikan’ny Mpiasa Eto Madagasikara (FISEMA), est une confédération syndicale malgache fondée en 1956. Elle est affiliée à l’Organisation de l’unité syndicale africaine (OUSA) et à la Confédération syndicale internationale (CSI). 

## Histoire
La FISEMA est créée lors du Congrès de l’Union des syndicats CGT de Madagascar tenu du 15 au 17 août 1956. Ce Congrès prend la décision de changer la dénomination pour Firaisan'ny Sendikan’ny Mpiasan’ny Madagasikara FISEMA, en français: Fédération des syndicats de travailleurs de Madagascar.
Le 10e congrès  de la FISEMA., se tient les 18 et 19 juin 2019, et réaffirme son indépendance vis-à-vis de l’Etat et de la classe politique.

## Fédérations affiliées
- Fédération des syndicats des travailleurs des entreprises franches et textiles (SEMPIZOF)

## Dirigeants

### Secrétaires généraux
- José Randrianasolo